# کلرید کروم (II)
کلرید کروم(II) (به انگلیسی: Chromium(II) chloride) با فرمول شیمیایی CrCl۲ یک ترکیب شیمیایی با شناسه پاب‌کم ۲۴۸۷۱ است. که جرم مولی آن 122.9021 g/mol می‌باشد. شکل ظاهری این ترکیب، جامد بلوری سفید است.